# Das Luxemburg-Komplott
Das Luxemburg-Komplott ist ein Roman des deutschen Autors Christian v. Ditfurth, der 2005 im Droemer-Verlag erschien. Der Thriller basiert auf einem Alternativweltszenario und schildert die Folgen eines erfolgreichen Spartakusaufstands.

## Handlung
Rosa Luxemburg und Karl Liebknecht werden am 15. Januar 1919 vor der Erschießung durch die Freikorps gerettet. Auf ihr Betreiben hin wird der Ebert-Groener-Pakt enthüllt, was die Empörung im Volk schürt. KPD und USPD übernehmen in großen Teilen Deutschlands die Macht (Bayern und Ostelbien bleiben aber in Hand der Reichswehr) und richten eine Räteregierung ein. Doch die Freude der Revolutionäre währt nur kurz: Die Blockade durch die Entente besteht weiterhin; außerhalb Berlins schalten und walten die Städte und Gemeinden nach eigenem Gutdünken und ein Großteil der Reichsbahn, Beamten und Diplomaten verweigert sich der neuen Regierung. 
Lenin sieht inzwischen die Gelegenheit gekommen, in Deutschland eine bolschewistische Marionettenregierung zu installieren. Zu diesem Zweck wird der deutsche Tscheka-Offizier Sebastian Zacharias, ehemaliger Schüler Luxemburgs, nach Berlin geschickt, um sie im Sinne Lenins zu beeinflussen und, wenn nötig, zu beseitigen.
Zacharias wird in Deutschland Zeuge der politischen Machtkämpfe und Intrigen zwischen den Regierungsfraktionen und bekommt allmählich Zweifel an seinem Auftrag. Letztlich gelangt die Räteregierung, gegen Luxemburgs Widerstand, zum Entschluss, dem russischen Beispiel des Roten Terrors zu folgen, um Ordnung im Land zu schaffen. Luxemburg will desillusioniert mit Zacharias und Leo Jogiches in die Schweiz fliehen, doch auf dem Weg dorthin werden sie von der Reichswehr verhaftet.
In deren Gewahrsam enthüllen Wilhelm Groener und Erich Ludendorff Luxemburg die Wahrheit über die deutsche Revolution: Die Rettung von Luxemburg und Liebknecht sowie die Enthüllung des Ebert-Groener-Paktes und der kampflose Rückzug der konterrevolutionären Kräfte wurde von der Reichswehr inszeniert.
Durch eine sozialistische Beinahe-Revolution in Deutschland, die in letzter Sekunde durch das deutsche Militär verhindert wird, sollen die Siegermächte diesem gegenüber für den bevorstehenden Friedensvertrag milde gestimmt werden.
Außerdem soll durch das Chaos, in dem Deutschland durch die Revolution versunken ist, ein abschreckendes Beispiel geschaffen werden, das zukünftig sozialistische Revolutionen in Europa verhindert. Luxemburg und Jogiches sind nun vollends am Boden zerstört und lehnen einen Fluchtversuch mit Zacharias ab. Dieser schafft es zu entkommen, setzt sich in die Sowjetunion ab und arbeitet wieder für die Tscheka.
Luxemburg und Jogiches werden von der Reichswehr standrechtlich erschossen und die Revolution wird niedergeschlagen. Die überlebenden Revolutionäre wie Liebknecht fliehen in die Sowjetunion. Deutschland wird eine Militärdiktatur, die energisch den Kommunismus bekämpft. Zacharias selbst wird schließlich Jahre später Opfer der politischen Säuberungen unter Josef Stalin und erzählt dem Verhöroffizier des NKWD seine Geschichte.

## Historische Persönlichkeiten
Neben dem fiktiven Protagonisten Sebastian Zacharias treten auch Rosa Luxemburg, Karl Liebknecht, Leo Jogiches, Ernst Reuter und Karl Radek als Hauptfiguren auf.
Auch viele andere real existierende Persönlichkeiten dieser Zeit haben kurze Auftritte in dem Roman. Neben den bereits im Text genannten zählen dazu auch Clara Zetkin, Hugo Haase, Felix Dserschinski, Hans von Seeckt, Ernst Thälmann, Waldemar Pabst, Wilhelm Pieck und Ernst Gennat.

## Ausgaben
- Christian v. Ditfurth: Das Luxemburg-Komplott. Roman. Droemer, München 2005, ISBN 3-426-19616-6.
- Vollständige Taschenbuchausgabe: Das Luxemburg-Komplott. Thriller. Knaur, München 2008, ISBN 978-3-426-63496-7.